# Wanda Delong
Wanda Delong ps. „Sarenka” (ur. 28 lutego 1920 w Orłowej na Zaolziu, zm. 1 października 1944 w Mistrzowicach) – harcerka, członkini ruchu oporu ZWZ i AK.

## Życiorys
Urodziła się w Orłowej na Zaolziu i tam spędziła dzieciństwo. Po ukończeniu szkoły wydziałowej w Czeskim Cieszynie kontynuowała naukę w Gimnazjum im. A. Osuchowskiego w Cieszynie. Od 1937 roku studiowała w Szkole Nauk Politycznych w Warszawie. W latach nauki w szkole podstawowej i gimnazjum była aktywnym członkiem ZHP w Czechosłowacji. W czasie studiów w Warszawie trenowała i startowała w barwach AZS jako pływaczka.
Podczas oblężenia Warszawy we wrześniu 1939 r. znalazła się w szeregach jej obrońców. Po kapitulacji Warszawy wróciła do domu, na Zaolzie. Włączyła się do ruchu oporu - działając w  organizacjach konspiracyjnych Związek Odwetu, SZP oraz ZWZ/AK jako komendantka konspiracyjnej drużyny harcerek. W październiku została łączniczką zgrupowania partyzanckiego, którego baza znajdowała się w Beskidach. Wraz z siostrą zajmowała się też zbieraniem żywności i wysyłaniem jej do Warszawy i do głodującej ludności na terenie Generalnej Guberni. Na skutek donosu została w 1941 roku aresztowana i uwięziona w Cieszynie, przewieziona do Lipska, później do Katowic. Dnia 19 maja 1942 roku skazano ją na pięć lat więzienia za działalność w Związku Walki Zbrojnej. Wyrok odbywała w zakładzie karnym w Wadowicach, skąd udało jej się 28 czerwca 1942 roku zbiec do Krakowa. Przez pewien czas ukrywała się w Warszawie, a we wrześniu 1943 roku powróciła na Zaolzie do domu. W związku z nasilającymi się kontrolami domów przez gestapo ukryła się w Beskidach. Ponownie włączyła się w pracę konspiracyjną. Sporządziła serię zdjęć topograficznych mających ułatwić pilotom orientację podczas zrzutów broni dla partyzantów beskidzkich. W drodze do ukrycia u znajomych na Ostry 19 września 1944 roku zatrzymał ją patrol wojskowy, po czym żandarmeria przewiozła ją do Cieszyna. 
1 października 1944 roku cieszyńskie gestapo załadowało ją wraz z kilkoma innymi więźniami na ciężarówkę. W Mistrzowickim Lesie kazano tylko jej wysiąść i uciekać, po czym ją zastrzelono.

## Upamiętnienie

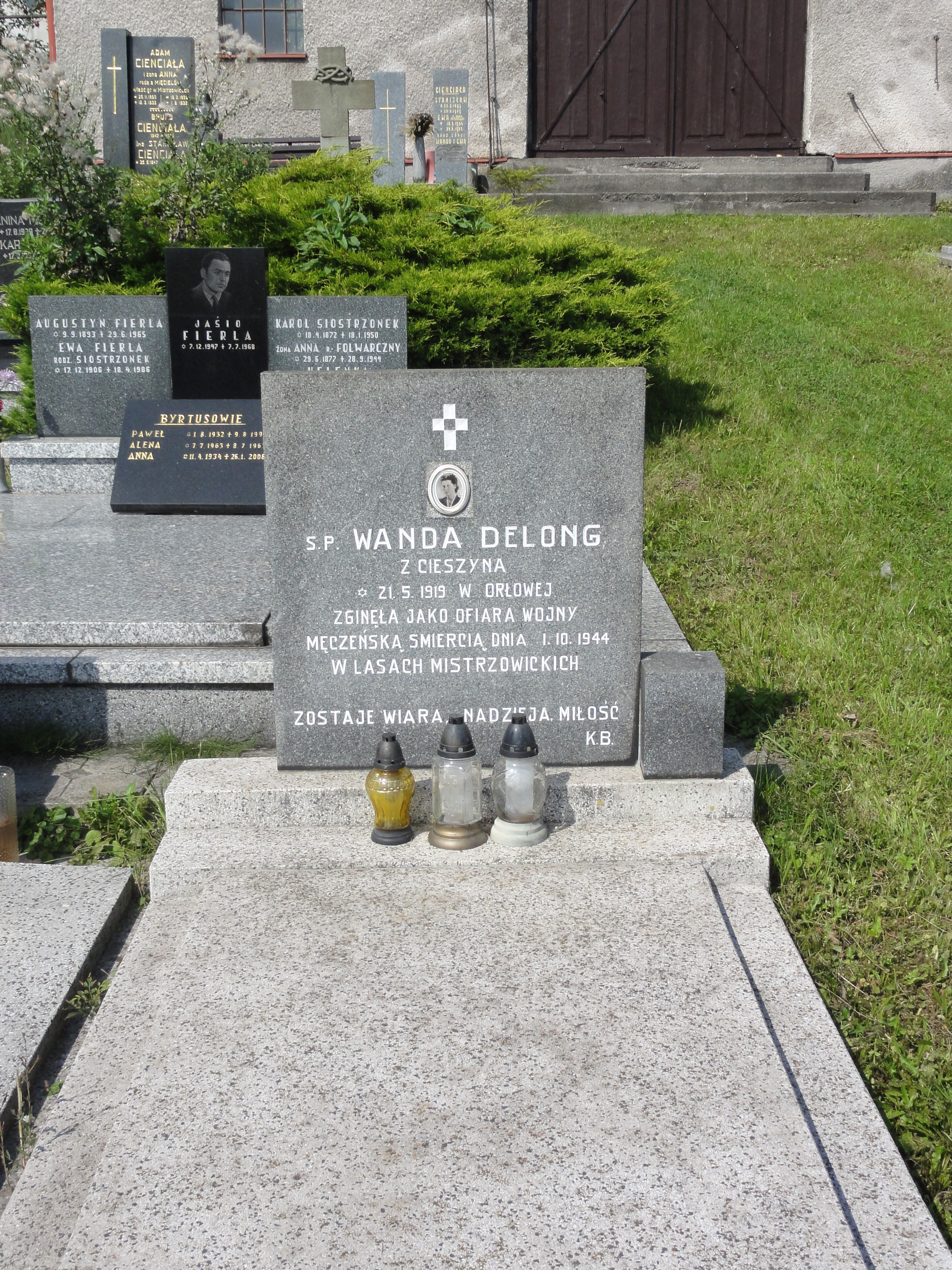
Grób Wandy Delong w Mistrzowicach

W Mistrzowicach corocznie odbywa się młodzieżowy bieg przełajowy - Memoriał Wandy Delong. W roku 2016 odbyła się jubileuszowa, 40-ta edycja tego biegu.